# CP Longo Curso
A CP Longo Curso é a unidade de negócios da CP, que tem como missão a prestação de serviços ferroviários de passageiros de longa distância em território português e ligações internacionais. Esta unidade gere os serviços Alfa Pendular e Intercidades, junto com os serviços internacionais Sud Expresso e Lusitânia.
Com 3 linhas de Alfa Pendular e 9 linhas de Intercidades, os serviços de longo curso percorrem o país de norte a sul, oferencendo diversas ligações e ligando as principais cidades do país. A partir da estação do Oriente, em Lisboa, começam ou terminam a maioria das ligações, que seguem em direção ao Porto no Norte, Coimbra no Centro, Évora no Alentejo ou para Faro no Algarve.

## História
A 6 de Novembro de 1997 o Conselho de Administração da CP aprova uma nova reorganização da empresa com uma lógica de gestão empresarial para responder aos desafios do mercado de transporte, constituindo Unidades de Negócio organizadas em função dos diferentes segmentos de mercado, com autonomia de gestão. Nasceu assim, entre elas,a CP Longo Curso com objectivo de prestação de serviço passageiros de longa distância em Portugal.
Em 1999 a UVIR - Unidade de Viagens Interurbanas e Regionais foi dividida, que fez com que a maioria do material circulante fosse entregue à CP Regional, deixando a CP Longo Curso com as séries 1150, 1400, 1930, 2600, 4000 e 5600.
No dia 05 de Novembro de 2006, a CP Longo Curso, aproveitando o fim das obras na Linha de Evora, prolongou o serviço Intercidades a esta capital de distrito com a introdução de 3 ida/volta diárias.
No dia 22 de Abril de 2007, a CP Longo Curso introduziu uma verdadeira revolução nos horários Alfa Pendular e Intercidades com a aceleração de todos os comboios fruto do avanço da modernização da Linha do Norte. O serviço Alfa Pendular passou a operar tempos de percurso de apenas 2h35 e o serviço Intercidades de 3h no eixo Lisboa/Porto. O serviço Alfa Pendular na Linha do Norte (eixo Lisboa/Porto) passou a contar com 5 ida/volta diárias (3 estendidas a Braga). Foi adicionado um quarto comboio no sentido Braga/Lisboa. Foram também criadas duas ida/volta diárias Alfa Pendular entre Faro e Porto com tempos de percurso de 5h40 que substituem as antigas duas ida/volta Intercidades. O serviço Intercidades na Linha do Norte (eixo Lisboa/Porto/Guimarães) passou a contar com 7 ida/volta diárias  (sendo uma estendida a Guimarães), +3 em relação aos anteriores horários. Foi criada uma terceira ida/volta Intercidades entre Lisboa e Covilhã pela Linha da Beira Baixa, com um tempo de percurso reduzido em 15 minutos. Os comboios Intercidades da Linha da Beira Alta (eixo Lisboa/Guarda), usufruíram de uma redução no tempo de percurso em 10 minutos. Na Linha do Sul (eixo Lisboa/Faro) foi introduzida uma quarta ida/volta Intercidades. Esta revolução nos horários foi acompanhada por uma revolução técnica com a autorização de composições tradicionais (Locomotiva + carruagens) a 200 km/h.
No dia 12 de Dezembro de 2010, a CP Longo Curso encurtou os tempos de percurso do serviço Alfa Pendular no eixo Lisboa/Faro em 10 minutos fruto da conclusão da Variante de Alcácer. 
No dia 24 de Julho de 2011, com a reabertura das Linhas do Alentejo e de Evora que encerraram para obras de modernização, é suprimido o serviço Intercidades direto entre Lisboa e Beja substituído pelo shuttle Casa Branca/Beja (assegurado pelas automotoras UDD 0450) que dá ligação aos Intercidades de Evora na estação de Casa Branca mediante transbordo. 
No dia 11 de Dezembro de 2011, a CP Longo Curso encurtou os tempos de percurso do serviço Intercidades no eixo Lisboa/Faro em 30 minutos com a utilização da Variante de Alcácer. Esta modificação deixa a estação de Alcácer do Sal sem qualquer serviço ferroviário de passageiros.
Em Março de 2013, a CP Longo Curso recebeu o primeiro comboio Alfa Pendular com serviço Wi-Fi gratuito. Este serviço foi estendido a toda a frota Alfa Pendular até ao final do ano.
Em Agosto de 2013, com vista a estancar a perda de passageiros constatada nos últimos anos, a CP Longo Curso lança descontos de 40% em todos os seus serviços para bilhetes comprados com, no mínimo, 5 dias de antecedência. Esta estratégia rapidamente dá os seus frutos : na segunda semana do mês de Julho de 2014, a CP Longo Curso transporta 118.150 passageiros. é considerada a melhor semana dos últimos 6 anos e uma das melhores de sempre em termos de passageiros transportados no serviço de Longo Curso.
Em 2014, a CP Longo Curso, depois de anos de perda de passageiros retomou o crescimento fruto da política comercial agressiva, tendo transportado mais de 5 milhões de passageiros ou seja um aumento de 12% em relação ao ano de 2013.
Em 2015, a CP Longo Curso transportou mais de 5,5 milhões de passageiros, um aumento de 5% comparado ao ano de 2014.
Em Janeiro de 2016, foi apresentada pela EMEF e pela CP a renovação dos comboios Alfa Pendular. Esta renovação tem como objetivo atualizar os padrões de conforto do serviço Alfa Pendular cujos comboios percorrem a rede ferroviária portuguesa há 17 anos.
Em Abril de 2016, a CP Longo Curso lançou descontos de 65% nos seus serviços para bilhetes comprados com pelo menos 8 dias de antecedência. Este anúncio chega num ano de concorrência agressiva por parte das companhias aéreas no eixo Lisboa/Porto. 
Em Maio de 2016, a CP Longo Curso prolongou o serviço Alfa Pendular à cidade de Guimarães, duplicando o número de comboios de Longo Curso no eixo Lisboa/Guimarães. Este prolongamento resultou num aumento de passageiros de 86% nesta ligação.
Em 2016, a CP Longo Curso voltou a bater recordes ao transportar mais de 6 milhões de passageiros, um acréscimo de 9,4% em relação ao ano anterior.

## Rede

Rede longo curso 2024

A rede da CP Longo Curso é constituída por 3 tipos de serviços:
| Serviço       | Percurso                                     | Tempo |
| ------------- | -------------------------------------------- | ----- |
| Alfa Pendular | Lisboa-Santa Apolónia – Porto-Campanhã       | 2h44  |
| Alfa Pendular | Lisboa-Santa Apolónia – Braga                | 3h25  |
| Alfa Pendular | Porto-Campanhã – Faro                        | 5h36  |
| Intercidades  | Lisboa-Santa Apolónia – Porto-Campanhã       | 3h09  |
| Intercidades  | Lisboa-Santa Apolónia – Braga                | 3h55  |
| Intercidades  | Lisboa-Santa Apolónia – Guimarães            | 4h08  |
| Intercidades  | Lisboa-Santa Apolónia – Valença              | 5h20  |
| Intercidades  | Lisboa-Santa Apolónia – Guarda (via Coimbra) | 4h21  |
| Intercidades  | Lisboa-Santa Apolónia – Guarda (via Covilhã) | 4h13  |
| Intercidades  | Lisboa-Oriente – Faro                        | 3h28  |
| Intercidades  | Lisboa-Oriente – Évora                       | 1h33  |
| Intercidades  | Évora – Beja                                 | 1h06  |
| Sud Expresso  | Lisboa-Santa Apolónia – Hendaye              | 12h51 |
| Lusitânia     | Lisboa-Santa Apolónia – Madrid               | 10h05 |

|               | Alfa Pendular: Efectua serviços no eixo Braga - Porto - Lisboa - Faro.                                                                          |
|               | Intercidades: Efectua serviços entre Lisboa e a maior parte das capitais de Distrito, nos eixos Norte, Beira Alta, Beira Baixa, Alentejo e Sul. |
| Internacional | Sud Expresso: Efectua a ligação Internacional entre Lisboa e Hendaye / Irún.                                                                    |
| Internacional | Lusitânia: Efectua a ligação Internacional entre Lisboa e Madrid.                                                                               |

## Frota

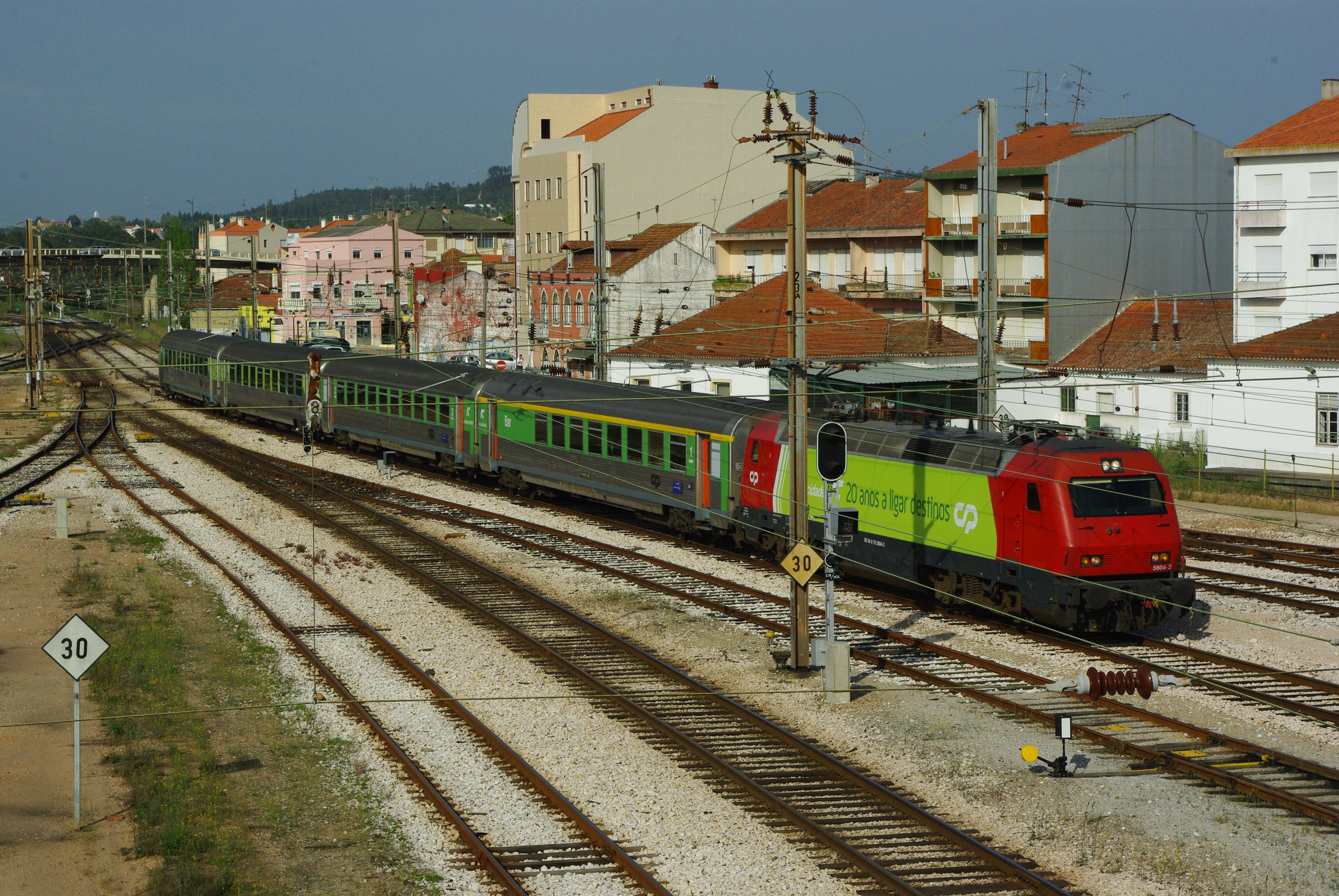
Intercidades a entrar na Estação do Entroncamento

| Lista de Material Motor | Lista de Material Motor | Lista de Material Motor |
| Serviço                 | Série                   | Tipo                    |
| ----------------------- | ----------------------- | ----------------------- |
| Alfa Pendular           | 4000                    | Automotora              |
| Intercidades            | 0450                    | Automotora              |
| Intercidades            | 5600                    | Locomotiva              |
| Internacional           | 5600                    | Locomotiva              |
| Manobras                | 1400                    | Locomotiva              |

| Lista de Material Rebocado | Lista de Material Rebocado |
| Serviço                    | Tipo                       |
| -------------------------- | -------------------------- |
| Intercidades               | Modernizadas               |
| Intercidades               | Corail                     |
| Internacional              | Talgo IV                   |

## Procura
|                             | 2005 | 2006 | 2007 | 2008 | 2009 | 2010 | 2011 | 2012 | 2013 | 2014 | 2015 | 2016 | 2017 | 2018 | 2019 |
| --------------------------- | ---- | ---- | ---- | ---- | ---- | ---- | ---- | ---- | ---- | ---- | ---- | ---- | ---- | ---- | ---- |
| N° de passageiros (milhões) | 4,6  | 4,5  | 4,9  | 5,3  | 5,3  | 5,2  | 4,8  | 4,7  | 4,6  | 5,1  | 5,5  | 6    | 6,4  | 6,4  | 6,7  |